# Extreme Networks
Extreme Networks est une société dont le siège social se trouve à San José (Californie) qui conçoit et fabrique des équipements pour les réseaux de télécommunications. La société est plus particulièrement spécialisée dans les solutions Ethernet qui intéressent des entreprises de tous types ainsi que des fournisseurs de services de télécommunications.

## Produits principaux
Système d'exploitation modulaire Extreme XOS (EXOS), unique système d'exploitation et disponible sur l'ensemble des commutateurs
BlackDiamond 8800 : commutateur modulaire de nouvelle génération de niveau 3 pour les réseaux unifiés. Trois familles de modules sont disponibles :
- Modules 8900 : hautes performances, haute densité de ports pour les datacentres et cœur de réseau ;
- Modules 8800 : hautes performances pour les datacentres et cœur de réseau ;
- Modules 8500 : pour l'accès et pour un petit cœur de réseau.

SummitStack : gamme de commutateurs empilables (stack) de commutation L2/L3 permettant d'offrir une solution de chassis virtuel mixant des ports Fast Ethernet, Gigabit Ethernet, 10Gigabit Ethernet et 40Gibabit Ethernet en un seul élément logique. Les commutateurs compris dans cette gamme sont :
- les Summit X440-G2/X450-G2/X460-G2/X465 (12/24/48 ports 10/100/1000 RJ45 ou optiques en ports d'accès, avec ou sans télé-alimentation) ;
- les Summit X590 et X690 (24 et 48 ports 1G/10G RJ45 ou optiques en ports d'accès) ;
- les Summit X620 (10 ou 16 ports 1G/10G RJ45 ou optiques en ports d'accès) ;
- les Summit X670V et X670-G2 (48 ports 1G/10G RJ45 ou 48/72 ports 1G/10G optiques en ports d'accès) ;
- les Summit X770 (32 ports 40G optiques en ports d'accès) ;
- les Summit X870 (32 ports 100G optiques en ports d'accès).

Summit Standalone : commutateurs uniquement de commutation niveau 2 uniquement :
- les Summit X430 (commutateurs L2 avec 8/24/48 ports 10/100/1000 RJ45, avec ou sans télé-alimentation) ;
- ExtremeWireless : solution de réseaux sans fil (WiFi) ;
- ExtremeManagement : outil d'administration et de Supervision ;
- ExtremeControl : outil de contrôle d'accès au réseau ;
- ExtremeAnalytics : outil d'analyse applicative ;
- ExtremeAI : outil d'Intelligence Artificielle permettant la gestion dynamique des environnements RF des solutions ExtremeWireless ;
- ExtremeGuest : solution de gestion des invités (portail captif, Analytics, etc.) ;
- ExtremeLocation : solution de gestion des localisations des utilisateurs.

## Histoire de la société
- 1996 : Création de la société en Californie ; acquisition de Mammoth Technology
- 1999 : La société entre en bourse (IPO). Le monde télécom est en pleine ébullition. Sa valorisation atteint près de quarante fois ses ventes pourtant modestes (48 millions de dollars). La société annonce avoir livré un million de ports ethernet aux entreprises et aux opérateurs. Partenariat avec Ericsson qui a l'intention d'intégrer les solutions Extreme Networks dans ses offres[2]
- 2001 : Acquisition par échange d'actions de la société Optranet. La transaction est évaluée à environ 78,25 millions de dollars[3], acquisition de la société Webstacks.
- 2001 : Effondrement de la bulle technologique. Vague d'avertissements sur résultats parmi les équipementiers télécoms. Extreme Networks annonce qu'il va supprimer 1 050 postes, soit 12 % de ses effectifs[4]
- 2003 : Extreme Networks et Avaya Inc. signent une entente visant à développer et commercialiser ensemble des solutions combinant téléphonie et technologies Ethernet. Avaya revendra les produits de Extreme Networks.
- 2004 : La gamme BlackDiamond 10808 Switch obtient le prix produit technologique de l'année à InfoWorld
- 2005 : Lancement de solutions de réseau sans fil pour la voix et les données
- 2006 : Changement dans l'équipe dirigeante. Mark Canepa est nommé PDG. Le directeur financier William R. Slakey quitte son poste "pour prendre un congé sabbatique et se consacrer à sa famille". Michael Palu, Vice President & Corporate Controller, reprend cette fonction à partir du 5 août[5]. Le 22 septembre, Extreme Networks annonce avoir reçu du gendarme de la bourse un procès-verbal (Staff Determination Letter) constatant qu'elle n'est pas en conformité avec les règles du Nasdaq. N'ayant pas déposé dans le temps imparti son rapport (10 K report) pour l'année fiscale finissant au 2 juillet 2006, la société risque d'être délistée du NASDAQ. Extreme Networks précise attendre les conclusions d'une enquête interne portant sur ses pratiques en matières de stock options et des données comptables en relation. "La société publiera son rapport dès que possible, suivant les conclusions de cette enquête"[6].
- 2007 : Améliorations de la gamme Summit WLAN pour les applications voix et mobilité, lancement de solutions ethernet de classe opérateur basées sur la technologie PBT[7], extension du partenariat avec Avaya sur le marché des PME, lancement en entrée de gamme des commutateurs Summit X150[8]
- 2008 : Lancement d'une nouvelle gamme de commutateurs avec connectivité Gibabit plus économiques (Summit X350).
- 2013 : Acquisition de la société Enterasys Networks
- 2016 : Acquisition des actifs Wifi de la société Zebra
- 2017 : Acquisition de la branche réseau de la société Avaya
- 2017 : Acquisition de la branche Datacenter (Ethernet) de la société Brocade
- 2018 : Extreme Networks est nommé parmi les leaders LAN/WLAN au Gartner
- 2019 : Extreme Networks annonce l'acquisition de la société Aerohive[9]
- 2021: Extrem Networks annonce l'acquisition de la division Ipanema SD WAN d'Infovista[10]

## Principaux actionnaires
| \| Putnam \| 7,47 % \| \| The Vanguard Group \| 7,26 % \| \| Trivium Capital Management \| 7,22 % \| \| Paradigm Capital Management \| 5,59 % \| \| Bain Capital Public Equity \| 5,29 % \| \| Jackson Square Partners \| 3,69 % \| \| Longwood Investment Advisors \| 3,58 % \| \| Renaissance Technologies \| 3,52 % \| \| Cowen Investment Advisors \| 3,47 % \| \| D. E. Shaw & Co \| 3,43 % \| |        | Pour des raisons techniques, il est temporairement impossible d'afficher le graphique qui aurait dû être présenté ici. |
| Putnam | 7,47 % | |
| The Vanguard Group | 7,26 % | |
| Trivium Capital Management | 7,22 % | |
| Paradigm Capital Management | 5,59 % | |
| Bain Capital Public Equity | 5,29 % | |
| Jackson Square Partners | 3,69 % | |
| Longwood Investment Advisors | 3,58 % | |
| Renaissance Technologies | 3,52 % | |
| Cowen Investment Advisors | 3,47 % | |
| D. E. Shaw & Co | 3,43 % | |

## Sources
1. ↑  
DiamondblueParis.Ecwid.com/EXTREME-NETWORKS-INC-9240/fondamentaux/
2. ↑  Journal "Les Echos" du 4 novembre 1999
3. ↑  Journal "Les Echos", 03/01/2001, "Télécoms : le fabricant californien Extreme Networks acquiert Optranet"
4. ↑  Journal "Les Echos" du 09/04/2001, "Les avertissements des équipementiers continuent à tomber aux États-Unis"
5. ↑  Communiqué de presse de la société, 05/07/2006
6. ↑  Communiqué de presse de la société 27/09/2006
7. ↑  "Extreme joins PBT bandwagon", journal telephony on line du 2 mars 2007
8. ↑  "Extreme Networks Bolsters Low-End LAN Switches", journal eweek.com octobre 2007
9. ↑  (en-US) « Extreme Networks to Acquire Aerohive Networks », sur Extreme Networks (consulté le 26 juin 2019)
10. ↑  (en) Extreme Networks, « Communiqué de presse "Extreme Networks Completes Acquisition of Infovista's Ipanema SD-WAN Business Ahead of Plan" », 15 septembre 2021
11. ↑  Zone Bourse, « EXTREME NETWORKS, INC. : Actionnaires », sur www.zonebourse.com (consulté le 6 février 2020)